# Herb Thomas

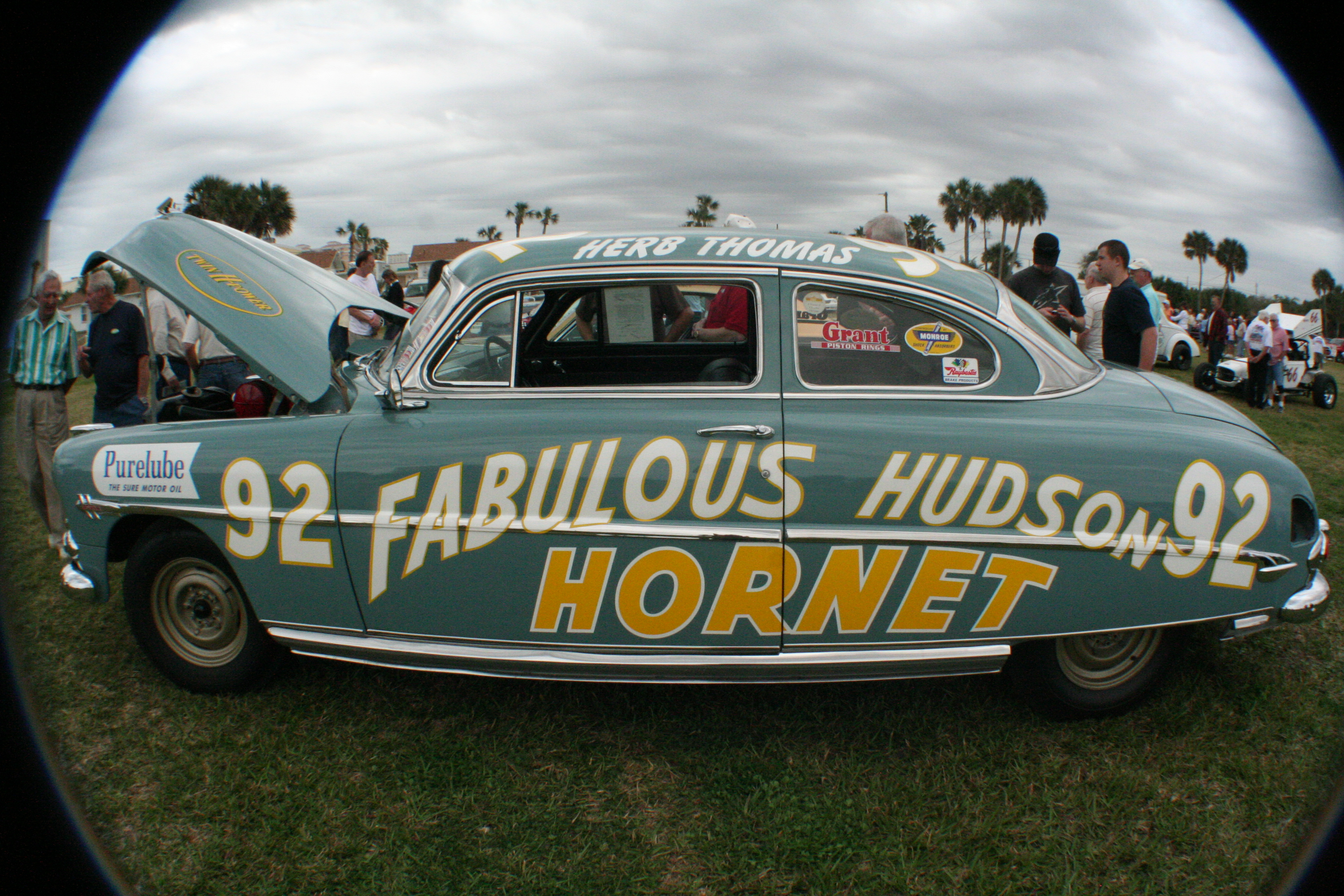
Thomas' "Fabulous Hudson Hornet"

Herbert Watson "Herb" Thomas (Olivia (North Carolina), 6 april 1923 – Sanford (North Carolina), 9 augustus 2000) was een Amerikaans autocoureur. Hij won de NASCAR Grand National Series in 1951 en 1953 en werd daarmee de eerste NASCAR-coureur die het kampioenschap twee keer won.

## Carrière
Thomas reed in het debuutseizoen van de NASCAR vier races. Een jaar later won hij op de Martinsville Speedway. Het was de eerste overwinning uit zijn carrière. In 1951 won hij zeven races en werd hij voor de eerste keer kampioen. In 1952 wonnen zowel Thomas als Tim Flock acht races, echter de titel ging naar Flock die twee races meer reed dan Thomas. Zowel in 1953 en 1954 won Thomas twaalf races. In 1953 won hij daarmee de titel voor de tweede keer in zijn carrière. In 1954 werd hij vice-kampioen en moest de titel laten aan Lee Petty, die het kampioenschap voor de eerste keer won ondanks hij vijf races minder won in vergelijking met Thomas.
Thomas reed in zijn NASCAR-carrière 228 races waarvan hij er 48 won. Hij vertrok 39 keer vanaf poleposition, won de titel twee keer en werd drie keer vice-kampioen. In 1994 werd hij erelid van de International Motorsports Hall of Fame. Hij overleed in 2000 op 77-jarige leeftijd aan de gevolgen van een hartaanval.

## Resultaten in de NASCAR Grand National Series
Grand National Series resultaten (aantal gereden races, polepositions, gewonnen races en positie in het kampioenschap)
| Jaar | Races | Polepositions | Overwinningen | Kampioenschap |
| ---- | ----- | ------------- | ------------- | ------------- |
| 1949 | 4     | 0             | 0             | 25e           |
| 1950 | 13    | 0             | 1             | 11e           |
| 1951 | 34    | 4             | 7             | 1e            |
| 1952 | 32    | 10            | 8             | 2e            |
| 1953 | 37    | 12            | 12            | 1e            |
| 1954 | 34    | 8             | 12            | 2e            |
| 1955 | 23    | 2             | 3             | 5e            |
| 1956 | 48    | 3             | 5             | 2e            |
| 1957 | 2     | 0             | 0             | 148e          |
| 1962 | 1     | 0             | 0             | 97e           |